# Dick Turpin
Richard „Dick” Turpin (data ur. nieznana, ochrzczony 21 września 1705, zm. 7 kwietnia 1739) – angielski rozbójnik, najbardziej osławiony bandyta XVIII wieku.

## Życiorys
Urodził się w Hampstead (koło Saffron Walden, w hrabstwie Essex). Jego ojciec, rzeźnik John Turpin, wysłał go na nauki do człowieka parającego się tym samym zawodem w Whitechapel. Zakończywszy terminowanie ożenił się i wrócił do Essex. Zarabiał na rodzinę kradzieżą krów, owiec i jagniąt. Wyniósł się z domu, gdy nie udało mu się zatrzeć śladów po jednym ze swoich przestępstw i w 1734 dołączył do gangu złodziei jeleni („gang z Esseksu”), stając się szmuglerem, kłusownikiem, włamywaczem, koniokradem i zabójcą. W 1735 gang został rozbity na skutek aresztowań jego członków w Westminster. Turpin w tym samym roku sprzymierzył się z rozbójnikiem Tomem Kingiem (zwanym kapitanem). Razem z nim rabował z jaskini osłoniętej krzakami i gałęziami w lesie Epping, mogącej pomieścić pięciu ludzi. Zła sława, jaką zdobył, sprawiła, że za ujęcie go wyznaczono nagrodę. W 1737 miejsce kryjówki zostało ujawnione przez pewnego służącego, a Tom King zginął zastrzelony przez Turpina, prawdopodobnie przypadkowo, na skutek chybienia strzały wymierzonej w stróża prawa. Turpinowi mimo to udało się uciec z obławy i kontynuować zbójecki proceder do 1739, gdy schwytano go i osądzono 22 marca 1739. Wykonano na nim wyrok śmierci przez powieszenie w Knavesmire, w Yorku.